# Jonathan Davies (jogador de rugby nascido em 1962)
Jonathan Davies (Trimsaran, 24 de outubro de 1962) é um ex-jogador galês de rugby, tanto de rugby union como de rugby league, que jogava na posição de abertura. Fez sucesso nos dois códigos.

## Carreira

### No Rugby Union
Considerado um dos jogadores mais talentosos de sua geração, teve reconhecimento internacional nos dois códigos rivais de rugby, em uma carreira de quinze anos. Começou no union, estreando pelo País de Gales no Cinco Nações 1985, em um 24-15 na Inglaterra onde marcou um try e um drop goal. Foi o comandante do grande ano de 1987. Apesar de só terem vencido no Cinco Nações 1987 a Inglaterra, na chamada "Batalha de Cardiff", os galeses obtiveram o terceiro lugar na primeira Copa do Mundo de Rugby Union. Nela, Gales voltou a vencer os ingleses, nas quartas-de-final, e alcançou o bronze após derrotar a anfitriã Austrália. Davies foi o capitão mais jovem do torneio, recorde que foi seu por vinte anos e hoje pertence a outro galês, Sam Warburton. A campanha na Copa de 1987 atenuou a péssima década de 1980 que a seleção do dragão vinha tendo, em contraste com aquela que é considerada a sua época dourada, na década anterior.
Gales não conseguiu outra campanha mundial tão boa desde então; apenas na Copa do Mundo de Rugby de 2011 é que conseguiu retornar às semifinais, desta vez ficando em quarto - curiosamente, também após disputa pelo bronze contra os australianos. Davies, do seu lado, ficou mais um ano no rugby union, quando Gales inclusive conseguiu a Tríplice Coroa (vitórias sobre Inglaterra, Escócia e Irlanda) em 1988, quando a seleção, enfim, voltou a vencer o Cinco Nações, não obtido desde 1979.
Na volta de uma fracassada turnê pela Nova Zelândia, Davies anunciou ainda em 1988 sua mudança para o rugby league. Em 1995, o rugby union passou a admitir o profissionalismo, uma das distinções que tinha até então com o league, o que freou a mudança de galeses para este código. Davies inclusive retornou neste ano ao union, assinando com o Cardiff e voltando a representar a seleção galesa da modalidade. Defendeu-a pela última vez no Cinco Nações 1997.

### No Rugby League
Em 1988, assinou por 225 mil libras esterlinas com o Widnes Vikings. Foi um dos numerosos jogadores galeses de union a migrarem no período para o código de treze jogadores, mesmo com a mudança acarretando na época em banimento de praticar o union. Davies jogou duas Copas do Mundo de Rugby League. Foi um dos primeiros a disputar mundiais pelas duas modalidades de rugby. Competiu pela Grã-Bretanha na edição de 1989-92 e pelo País de Gales na de 1995, que marcou o centenário da dissidência. A década de 1990 foi justamente uma época de crise da seleção de rugby union e de últimos brilhos da de rugby league.
Eu gostava de fitness e trabalhei muito duro para isso, mesmo como amador, e especialmente na minha velocidade. Enquanto o Union é mais rápido às vezes, a bola está mais em jogo no League, então ele é menos pare-e-comece, e com a constante corrida acima e abaixo na defesa eu percebi que meus níveis de fitness foram testados mais. As habilidades de manuseio no League são mais elevadas em geral. Se você olhar para os times superiores, como Austrália e Nova Zelândia, se criar um overlap, as chances são de que eles vão marcar. Eles não atiram passes errados para o bem disso e seus passes curtos e ângulos de corrida são melhores. Eu diria que o padrão de chutes a gol é muito maior no Union do que no League. Os percentuais são mais elevados no League, mas se você não acha que pode chutá-la, você tende a ir para o touch, ao passo que, no Union, você terá uma chance para ele. É uma mentalidade diferente. As habilidades de chute são certamente mais elevadas no Union, porque eles são utilizados mais. No League, eles mantêm mais a bola na mão. O Union é diferente agora de quando eu estava jogando. A defesa não era tão conflituosa e agressiva como é agora. Eu fui de um esporte amador no Union para um profissional no League, então eu achei mais difícil (em relação a uma troca inversa). Muito raramente você tinha que tacklear como abertura no Union naqueles dias.— Suas comparações entre rugby union e rugby league 

## Atualmente
Após parar de jogar, passou a trabalhar na BBC como comentarista de ambos os códigos de rugby, tanto na língua inglesa como na língua galesa. Ele foi o narrador do documentário A História Oficial do Rugby Galês.